# Nukupuu de Maui
El nukupuu de Maui (Hemignathus affinis) és un ocell de la família dels fringíl·lids (Fringillidae).

## Hàbitat i distribució
Habita boscos de les muntanyes de l'illa de Maui, a les Hawaii orientals.